# Arnold Palmer (drank)
De Arnold Palmer is een mocktail bestaande uit ijsthee en citroenlimonade.
Het drankje dankt zijn naam aan de Amerikaanse golfer Arnold Palmer. Hij mengde thuis regelmatig ijsthee en citroenlimonade en bestelde dit in de jaren 60 ook in restaurants en bij golfclubs. Hierbij legde hij de barman elke keer uit wat hij precies bedoelde en hoe de drank gemaakt moest worden. Toen hij een keer in een bar het recept uitlegde aan de barman, hoorde een vrouw naast hem zijn uitleg en zij meldde vervolgens de barman I’ll have that Palmer drink. Hierna zou zijn naam aan dit drankje verbonden zijn gebleven. Volgens een ander verhaal zou de naam aan de drank zijn gegeven tijdens de US Open op de Cherry Hills Country Club in Colorado, toen andere gasten hoorden hoe Palmer zijn recept toelichtte aan de barman.
De Winnie Palmer is een variant waarbij gezoete ijsthee wordt gebruikt. Deze drank is vernoemd naar de eerste vrouw van Arnold Palmer. Een variant waarbij wodka wordt toegevoegd aan het recept wordt de John Daly genoemd, welke ook een Amerikaans golfer is.

## Recept
Men maakt een originele Arnold Palmer in de verhouding van drie delen ijsthee en één deel limonade. Voor commerciële toepassingen wordt vaak een verhouding van één deel ijsthee en één deel citroenlimonade gehanteerd.

## Trivia
Een ander favoriet drankje van Arnold Palmer is de Bay Hill cocktail. Dit drankje en recept vinden hun origine op de Bay Hill Club & Lodge golfclub van Palmer.